# Melodie o zmroku
Melodie o zmroku - drugi album studyjny Sławy Przybylskiej wydany 31 stycznia 1959 roku przez Polskie Nagrania i Pronit. Album zawiera nagrania artystki z 1958 roku i był nagrywany równolegle z albumem Stare a niezapomniane piosenki. Płyta pierwotnie ukazała się w formie 10-calowej płyty gramofonowej i jest dostępna w serwisach oferujących digital download.

## Lista utworów
Strona a:
1. Malaguena (Elpidio Ramirez - Ola Obarska)
2. Fascination (Fermo Dante Marchetti - Ola Obarska)
3. Znów opadł liść (Ryszard Sielicki - Roman Sadowski)
4. Kroki oczekiwane (Hanna Skalska - Kazimierz Szemioth)

Strona b:
1. Pamiętasz była jesień (Lucjan Marian Kaszycki - Ryszard Pluciński, Andrzej Czekalski)
2. Wszystko było (Andrzej Markowski - Kazimierz Winkler)
3. Mgła (Władysław Szpilman - Jan Gałkowski)

## Charakterystyka albumu
Na albumie Melodie o zmroku zostały umieszczone nagrania Sławy Przybylskiej dokonane równolegle z nagraniami na potrzeby albumu Stare a niezapomniane piosenki. Dwa utwory z płyty ukazały się w formie singla w postaci płyty szelakowej wydanej przez Polskie Nagrania w 1958 roku. Wszystkie nagrania zostały zarejestrowane w studio Polskich Nagrań w Warszawie z towarzyszeniem Orkiestry Polskiego Radia pod dyrekcją Stefana Rachonia

## Płyta szelakowa promująca albumMelodie o zmroku
- [1958] Muza 3316 / Pronit 3316 - Pamiętasz, była jesień / Znów opadł lisć[8]

## Muzycy
- Sława Przybylska - śpiew
- Orkiestra Polskiego Radia p/d Stefana Rachonia - akompaniament

## Okładka
Płyta jako jedna z nielicznych wydanych w latach 50. w Polsce posiadała własną okładkę, na której znalazło się zdjęcie artystki autorstwa Edwarda Hartwiga, z tyłu okładki wypisano utwory z repertuaru Sławy Przybylskiej.